# Tetragnatha gressitti
Tetragnatha gressitti är en spindelart som beskrevs av Yutaka Okuma 1988. Tetragnatha gressitti ingår i släktet sträckkäkspindlar, och familjen käkspindlar. Inga underarter finns listade i Catalogue of Life.